# Neonatologe
Die Neonatologie ist in Deutschland ein anerkannter Schwerpunkt des Facharztgebietes Kinder und Jugendmedizin. 
Die Schwerpunktbezeichnung „Neonatologie“ kann nach Abschluss der pädiatrischen Facharztausbildung und entsprechender Weiterbildung in einer neonatologischen Einrichtung erworben werden. Nach erfolgreichem Abschluss einer Weiterbildungszeit von 24 Monaten mit anschließender Prüfung erteilt die zuständige Landesärztekammer die Facharztbezeichnung Neonatologe/Neonatologin. 
Die Weiterbildungsinhalte sind in der Muster-Weiterbildungsordnung 2018 der Bundesärztekammer festgeschrieben. Themen, die beherrscht werden müssen, sind unter anderem:
- Auswirkungen der Pharmakotherapie bei Schwangeren auf das Ungeborene und Neugeborene
- Erstversorgung im Kreißsaal von Neugeborenen und Frühgeborenen
- Beatmungstechniken
- Infektionen im Neugeborenenalter
- Intensivmedizinische Betreuung
- Palliativmedizinische Betreuung von Früh- und Reifgeborenen